# Сборная Австралии по мини-футболу
Национальная сборная Австралии мини-футболу представляет Австралию на международных соревнованиях по мини-футболу. Будучи членом ОФК, Австралия неизменно побеждала в чемпионате Океании (четыре титула) и завоёвывала путёвку на чемпионат мира. Таким образом, сборная Австралии приняла участие в пяти чемпионатах мира подряд с 1989 по 2004 год, однако ни разу не выходила из группы, да и вовсе набирала очки лишь на первых двух первенствах.
Переход в АФК, сделанный в интересах футбольной сборной, оказался некстати для мини-футбольной сборной, в 2008 году впервые не пробившейся на чемпионат мира. На первых четырёх для себя чемпионатах Азии сборная Австралии неизменно выбывала на стадии 1/4 финала.

## Турнирные достижения

### Чемпионат мира по мини-футболу
- 1989 — 1-й раунд
- 1992 — 1-й раунд
- 1996 — 1-й раунд
- 2000 — 1-й раунд
- 2004 — 1-й раунд
- 2008 — не квалифицировалась
- 2012 — 1-й раунд
- 2016 — 1-й раунд

### Чемпионат Океании по мини-футболу
- 1992 — Чемпион
- 1996 — Чемпион
- 1999 — Чемпион
- 2004 — Чемпион

### Чемпионат Азии по мини-футболу
- 2006 — 1/4 финала
- 2007 — 1/4 финала
- 2008 — 1/4 финала
- 2010 — 1/4 финала
- 2012 — 4-е место